# Jorge Ortíz
Jorge Mario Ortíz Pérez (n. Ciudad de Guatemala, Guatemala, 4 de julio de 1990) es un futbolista guatemalteco. Juega de delantero y su actual equipo es Marquense de la Liga Nacional de Guatemala.

## Clubes
| Club                     | País      | Año                |
| ------------------------ | --------- | ------------------ |
| Deportivo Marquense      | Guatemala | 2009 - 2012        |
| Deportivo Malacateco     | Guatemala | 2012 - 2013        |
| Deportivo Marquense      | Guatemala | 2013 - 2015        |
| Xelajú MC                | Guatemala | 2015 - 2016        |
| Deportivo Reu (préstamo) | Guatemala | 2017               |
| Xelajú MC                | Guatemala | 2017 - 2018        |
| Comunicaciones FC        | Guatemala | 2019               |
| Xelajú MC                | Guatemala | 2019 - Actualmente |